# Oliver Lembcke
Oliver W. Lembcke (* 14. März 1969 in West-Berlin) ist ein deutscher Politikwissenschaftler und Hochschullehrer an der Ruhr-Universität Bochum Seine Forschungsschwerpunkte sind u. a. Demokratietheorie, Judicial Governance und die Ideengeschichte des Konstitutionalismus. 

## Berufliche Laufbahn
Lembcke studierte Politikwissenschaft, Rechtswissenschaft und Geschichtswissenschaft an der Universität Kiel. Im Jahr 1995 kam er als Wissenschaftlicher Mitarbeiter an den Lehrstuhl für Politische Theorie an die Universität Jena und verblieb dort bis 2000. Anschließend wirkte er an verschiedenen Projekten mit, unter anderem zum bürgerschaftlichen Engagement, bevor er 2004 mit der Dissertation Hüter der Verfassung. Eine institutionentheoretische Studie zur Autorität des Bundesverfassungsgerichts an der Jenaer Universität promoviert wurde. Im selben Jahr nahm er dort seine Tätigkeit als Wissenschaftlicher Mitarbeiter am Lehrstuhl für Öffentliches Recht und Rechtsphilosophie auf. Darauf folgend war er ab 2007 Stipendiat der DFG im Graduiertenkolleg „Menschenwürde und Menschenrechte“.
Außerdem vertrat er Lehrstühle an den Universitäten von Leipzig sowie Jena und an der Helmut-Schmidt-Universität in Hamburg. Von 2011 bis 2017 und wieder seit 2019 hat er Lehraufträge an der Staatswissenschaftlichen Fakultät der Universität Erfurt inne, vom April 2018 bis Ende September 2019 vertrat er dort den Lehrstuhl für vergleichende Regierungslehre von Dietmar Herz. Daneben vertrat er als Gastprofessor den Lehrstuhl für Politische Theorie und Ideengeschichte an der Universität Trier und lehrte zudem an der Pädagogischen Hochschule Ludwigsburg. 2019 wurde er mit einem 2. Preis für gute Lehre an der Staatswissenschaftlichen Fakultät der Universität Erfurt ausgezeichnet. 2019/2020 vertrat Lembcke den Lehrstuhl für Vergleichende Politikwissenschaft an der Universität Kiel hälftig. Derzeit ist er als außerplanmäßiger Professor an der Ruhr-Universität Bochum tätig, weiterhin nimmt er Lehraufträge an der Erfurter Universität wahr. Zudem ist er Visiting Professor und Research Fellow an der VU Amsterdam. 

## Mitgliedschaften und Funktionen
- 2004 bis 2013 Geschäftsführer des Hellmuth-Loening-Zentrums für Staatswissenschaften, seit 2013 Vorstandsmitglied.
- Seit 2008 gibt er zusammen mit Rolf Gröschner die Reihe POLITIKA beim Verlag Mohr Siebeck heraus.

## Publikationen (Auswahl)
- mit Michael Dreyer: Die deutsche Diskussion um die Kriegsschuldfrage 1918/19 (= Beiträge zur politischen Wissenschaft. Bd. 70). Duncker & Humblot, Berlin 1993, ISBN 3-428-07904-3.
- Kongreß und Israel. Amerikanische Auslandshilfe im legislativen Entscheidungsprozeß, Logos, Berlin 1997, ISBN 978-3-931216-93-1.
- Über das Ansehen des Bundesverfassungsgerichts. Ansichten und Meinungen in der Öffentlichkeit 1951–2001, Berliner Wissenschaftsverlag, Berlin 2006, ISBN 978-3-8305-1130-4.
- Hüter der Verfassung. Eine institutionentheoretische Studie zur Autorität des Bundesverfassungsgerichts, Mohr Siebeck, Tübingen 2007, ISBN 978-3-16-149157-3.
- mit Rolf Gröschner und Stephan Kirste (Hrsg.): Des Menschen Würde – entdeckt und erfunden im Humanismus der italienischen Renaissance, Mohr Siebeck, Tübingen 2008, ISBN 3-515-08096-1.
- mit Michael Henkel (Hrsg.): Moderne Staatswissenschaft. Beiträge zu Leben und Werk Martin Draths, Duncker & Humblot, Berlin 2010, ISBN 978-3-428-12189-2.
- mit Claudia Ritzi und Gary S. Schaal (Hrsg.): Zeitgenössische Demokratietheorie.
  - Band 1: Normative Demokratietheorien, VS Verlag, Wiesbaden 2012, ISBN 978-3-531-19292-5.
  - Band 2: Empirische Demokratietheorien, VS Verlag, Wiesbaden 2016, ISBN 978-3-658-06362-7
- mit Michael Henkel (Hrsg.): Praxis und Politik. Michael Oakeshott im Dialog (= Politika, Bd. 8), Mohr Siebeck, Tübingen 2013, ISBN 978-3-16-152522-3.
- mit Winfried Brugger und Rolf Gröschner (Hrsg.): Faktizität und Normativität. Georg Jellineks freiheitliche Verfassungslehre, Mohr Siebeck, Tübingen 2017, ISBN 978-3-16-155140-6.
- mit Roland Lhotta, Verena Frick (Hrsg.): Politik und Recht. Umrisse eines politikwissenschaftlichen Forschungsfeldes, Nomos, Baden-Baden 2017, ISBN 978-3-8487-3682-9.
- mit Manuel Fröhlich, Florian Weber-Stein (Hrsg.): Universitas. Ideen, Individuen und Institutionen in Politik und Wissenschaft. Festschrift für Klaus Dicke, Nomos, Baden-Baden 2019, ISBN 978-3-8487-5849-4.
- mit Verena Frick, Matthias Lemke, Sebastian Wolf (Hrsg.): Recht politikwissenschaftlich erforschen (= Recht und Politik, Beiheft 5), Duncker & Humblot, Berlin 2021, ISBN 978-3-428-18220-6.
- mit Thomas Gawron, Robert Christian van Ooyen (Hrsg.): Reform des Bundesverfassungsgerichts? (= Recht und Politik, Beiheft 6), Duncker & Humblot, Berlin 2021, ISBN 978-3-428-18428-6.
- mit Verena Frick (Hrsg.): Hermann Hellers demokratischer Konstitutionalismus, Springer VS, Wiesbaden 2022, ISBN 978-3-658-37576-8.

## Preise und Auszeichnungen
- Mehrfache Preise für die beste Lehre (Universität Erfurt, FSU Jena).
- Institutspreis für beste Promotion & Fakultätspreis für beste Promotion (jeweils FSU Jena, 2005).
- Auszeichnung für hervorragende »Drittmittelbefähigung« (FSU Jena, 2009).